# Риман, Фриц (психолог)
Фриц Риман (нем. Fritz Riemann; 15 сентября 1902, Хемниц — 24 августа 1979) — немецкий психолог, психоаналитик, психотерапевт, астролог

 и писатель

.

## Биография
Родился в многодетной буржуазной семье. Дед и отец были владельцами фабрики, изготавливающей фары для автомобилей, мотоциклов и велосипедов.
Фриц получил экономическое образование и должен был заниматься семейной фабрикой, однако его таланты были за пределами экономики. Несмотря на запреты матери, Фриц Риман отправился в Мюнхен изучать психологию.
В 1934 году поехал в Лейпциг и стал учеником астролога Герберта фон Клокера.
После войны Фриц Риман организовал вместе со своими друзьями Учебный институт психотерапии.
В 1961 году опубликовал первое издание своего шедевра «Основные формы страха».
В 1979 году у Фрица Римана был обнаружен рак, который привёл к смерти.

## Книги
Помимо своей главной работы «Основные формы страха», Риман опубликовал следующие книги:
- «Основные формы взаимопомощи»
- «Искусство старения»
- «Способность любить»
- «Веселый гороскоп»

## О книге «Основные формы страха»
Материал для книги дала богатая психоаналитическая практика автора.
Ф. Риман пишет:

«Эта книга предназначена для помощи в нашей индивидуальной жизни, она является посредником в понимании себя самого и других, в осмыслении наших первых жизненных шагов. Книга призвана снова и снова напоминать нам о том, как прочно мы связаны друг с другом».

В книге Римана речь идет о глубинных, малоосозноваемых страхах, тем не менее коренным образом влияющих на наше поведение и мироощущение. Автор выделяет четыре основных страха и четыре психологических типа с «перекосом» в сторону одного из этих страхов:
— депрессивный (страх формирования самого себя, воспринимающегося как изоляция и одиночество);
— шизоидный (страх самоотдачи, воспринимающейся как потеря себя);
— одержимость (компульсивность) навязчивостями (страх изменений, неизвестности, воспринимаемых как невосполнимая потеря, необратимость, смерть);
— истерический (страх определённости, воспринимаемой как застой, конец движения, означающие смерть).
Врач-психиатр, канд. мед. наук, Э. Л. Гушанский, переводчик книги Римана «Основные формы страха»:

«Книга Ф. Римана послужит читателю добрым и умным путеводителем. Я глубоко уверен, что лишь освободившиеся от цепей страха люди способны организовать для себя достойную среду обитания».

Эта книга «Основные формы страха» глубоко гуманна потому, что она помогает человеку осознать свои страхи, найти их корни в раннем психическом развитии, обратить внимание на важность воспитательных мер в профилактике страхов, в гармонизации личности и общества. В этом её психотерапевтическое значение для каждого читателя и в особенности для личности, страдающей невротическими расстройствами и страхами.
Книга Ф. Римана «Основные формы страха» не является учебным пособием для психиатров и психологов. Но, вместе с тем, она учит тех и других бережному отношению к симптомам невроза, к страхам и помогает различить за фасадом симптомов глубинную причину личностной трагедии, личностной сущности.
Нельзя познать и понять духовную сущность человека, не приобщившись к духовной сокровищнице человечества. Читатель книги «Основные формы страха» отправляется в путь, ведущий к самоочищению и самопознанию.